# 天生一对 (1998年电影)
《天生一对》（英語：The Parent Trap），1998年上映的美國浪漫喜劇電影，南茜·迈耶斯擔任導演暨編劇，查爾斯·舒耶為製片暨編劇，大衛·斯威夫特也是製片人之一，本片翻拍自1961年同名電影，劇本是改編自德國作家耶里希·凱斯特納1949年的小說《兩個小洛特》（德語：Das doppelte Lottchen），主演演員有丹尼斯·奎德、娜塔莎·理查森、琳賽·蘿涵等人。

## 剧情
荷莉·帕克是一位11歲的小女孩，與父親在加州納帕縣的快樂的生活著，而父親尼克·帕克是一位成功的葡萄園主人。荷莉的雙胞胎姊妹安妮·詹姆斯和母親住在倫敦，母親伊莉莎白·詹姆斯為一位婚紗設計師。這對姊妹完全不知道彼此的存在。
某年暑假，荷莉和安妮碰巧都參加了同一個夏令營。一開始，兩人視彼此為敵人，但兩人都有一些共同的特質：對草莓過敏，撲克牌高手，擅長惡作劇。某次他們在對對方惡作劇之後，輔導員將他們隔離且要求他們住在同一間寢室，他們便很快發現彼此的身世秘密。之後，他們計畫在夏令營結束時交換彼此的身份，去見他們無法相見的父母親。
此計畫相當的成功。荷莉喬裝成安妮，去到了英國看見她的母親，與母親的貼身管家馬汀成為好友（原是安妮的好友），也認識了外公，在英國享受安妮所過的生活。
安妮則喬裝荷莉，去了加州見到了素未謀面的父親，之後卻發現父親即將再婚，迎娶一位年輕的公關梅莉黛·布萊克。安妮便趕緊通知荷莉，加快撮合父母破鏡重圓的計畫。
在倫敦，荷莉向母親伊莉莎白透露她真實的身分，且告訴她父親尼克想與他們在加州的一間飯店見面。但事實上，尼克並不知情，直到他與伊莉莎白見面時才知道。
尼克與伊莉莎白都認為就算女兒們費盡心力，他們不可能重修舊好；因此他們計畫讓他們回到原來的家庭，隔一段時間再相約見面。荷莉和安妮不贊成父母的做法，堅持父親尼克帶他們倆去年度露營旅行。
最初原本是尼克、伊莉莎白、荷莉和安妮要去露營，但母親伊莉莎白認為梅莉黛未來就要接替母親這個角色，堅持梅莉黛與他們共行。在旅途中，荷莉與安妮總在父親背後捉弄梅莉黛，使得梅莉黛要求尼克必須選邊站──女兒或婚姻。最後尼克選擇了女兒，荷莉與安妮都鬆了一口氣，相信他們的父母將會重逢，但伊莉莎白最後仍堅持安妮必須跟她一起返回倫敦。
當伊莉莎白和安妮抵達她們在倫敦的家時，卻發現尼克和荷莉在裡頭迎接她們。原來父女倆搭乘協和式客機早她們一步趕抵英國。尼克向伊莉莎白告白，表示後悔當初讓她離開是個錯誤，且發誓他不會再錯第二次。電影的最後一幕是尼克與伊莉莎白的二度結婚婚紗照，且多了荷莉和安妮為一雙伴娘，協助兩家庭復合的管家馬汀和崔西也因此認識並訂婚。

## 演员
| 演員                             | 角色                                              | 台灣配音 |
| -------------------------------- | ------------------------------------------------- | -------- |
| 琳賽·蘿涵 Lindsay Lohan          | 荷莉·帕克/安妮·詹姆斯 Hallie Parker / Annie James | 傅其慧   |
| 丹尼斯·奎德 Dennis Quaid         | 尼克·帕克 Nick Parker                             | 陳幼文   |
| 娜塔莎·理查森 Natasha Richardson | 伊莉莎白·詹姆斯 Elizabeth James                   |          |
| 伊蓮·亨德里克斯 Elaine Hendrix   | 梅莉黛·布萊克 Meredith Blake                      | 錢欣郁   |
| 麗莎·安·沃爾特 Lisa Ann Walter   | 崔西 Chessy                                       | 詹雅菁   |
| 賽門·昆茲 Simon Kunz             | 馬田 Martin                                       | 李景唐   |
| 隆尼·史蒂文斯 Ronnie Stevens     | 查爾斯·詹姆斯外公 Grandpa Charles James           |          |

## 製作
本片雙胞胎角色的名字取自於導演南希·梅爾斯和製片查爾斯·舒耶的女兒安妮（英語：Annie）和荷莉·梅爾斯-舒耶，兩人在電影內都有參與小角色。荷莉扮演在夏令營開幕時詢問Navajo bunk的位置的小女孩，而安妮扮演在飯店內替伊莉莎白帶來急救箱的女孩。

## 版本
此片的電視版（也就是於迪士尼頻道播出的版本）是從戲院版剪接的版本。第一個不同處為當荷莉要替安妮打耳洞的時候，針頭穿過安妮耳朵的畫面被剪掉，換成安妮尖叫的聲音；有些DVD版本有包含此版本。第二不同處為當安妮在跟梅莉黛談話時，某句台詞「愛情不僅止於性愛」（A relationship has to be based on more than just sex）被刪除。

## 外部連結
- 互联网电影数据库（IMDb）上《天生一对》的资料（英文）
- AllMovie上《天生一对》的资料（英文）
- 爛番茄上《天生一对》的資料（英文）
- Box Office Mojo上《天生一对》的資料（英文）
- Metacritic上《天生一对》的資料（英文）
- 開眼電影網上《天生一对》的資料（繁體中文）
- 时光网上《天生一对》的資料（简体中文）
- 豆瓣电影上《天生一对》的資料 （简体中文）